# Сухарєво (Дновський район)
Сухарєво (рос. Сухарево) — присілок в Дновському районі Псковської області Російської Федерації.
Населення становить 17 осіб. Входить до складу муніципального утворення Муніципальне утворення Дно.

## Історія
Від 2015 року входить до складу муніципального утворення Муніципальне утворення Дно.

## Населення
| 2001 | 2002 | 2010 |
| ---- | ---- | ---- |
| 43   | ↘35  | ↘17  |